# 아데닐산 키네이스
아데닐산 키네이스(영어: adenylate kinase) (EC 2.7.4.3)는 다양한 아데노신 인산들(ATP, ADP, AMP)간의 상호 전환을 촉매하는 인산기전이효소이다. ADK 또는 마이오키네이스(영어: myokinase)라고도 한다. 아데닐산 키네이스는 세포 내부의 뉴클레오타이드의 수준을 지속적으로 모니터링 함으로써 세포 에너지 항상성에 중요한 역할을 한다.

## 같이 보기
- 전이효소